# アデア郡 (アイオワ州)
アデア郡（英: Adair County）は、アメリカ合衆国アイオワ州の南西部に位置する郡である。2010年国勢調査での人口は7,682人であり、2000年の8,243人から6.8％減少した。郡庁所在地はグリーンフィールド市（人口1,982人）であり、同郡で人口最大の都市でもある。
アデア郡はアメリカ合衆国下院議員の選挙区ではアイオワ州第5選挙区に属しており、クック投票動向指数では共和党の+9と共和党の強力な地盤である。

## 歴史
アデア郡は1851年にポタワタミー郡から分離して設立された。郡名は米英戦争の将軍であり、第8代ケンタッキー州知事を務めたジョン・アデアにちなんで名付けられた。

## 地理
アメリカ合衆国国勢調査局に拠れば、郡域全面積は570平方マイル (1,477km2) であり、このうち陸地は569平方マイル (1,474km2) 、水域は1平方マイル (2.6km2) で、水域率は0.18％である。

### 主要高規格道路
- 州間高速道路80号線
- アメリカ国道6号線
- アイオワ州道25号線
- アイオワ州道92号線

### 隣接する郡
- ガスリー郡  - 北
- マディソン郡 - 東
- ユニオン郡 - 南東
- アダムズ郡 - 南西
- カス郡 - 西

## 人口動態

### 2010年国勢調査
以下は2010年国勢調査による人口統計データである。
基礎データ
- 人口: 7,682人
- 人口密度: 5人/km2（13人/mi2）
- 住居数: 3,698軒
- 使用住居: 3,292軒[6]

### 2000年国勢調査

2000人口ピラミッド

以下は2000年国勢調査による人口統計データである。
| 基礎データ - 人口: 8,243人 - 世帯数: 3,398 世帯 - 家族数: 2,324 家族 - 人口密度: 6人/km2（14人/mi2） - 住居数: 3,690軒 - 住居密度: 2軒/km2（6軒/mi2） 人種別人口構成 - 白人: 98.91% - アフリカン・アメリカン: 0.07% - ネイティブ・アメリカン: 0.07% - アジア人: 0.23% - その他の人種: 0.23% - 混血: 0.49% - ヒスパニック・ラテン系: 0.70% 年齢別人口構成 - 18歳未満: 23.9% - 18-24歳: 6.9% - 25-44歳: 24.4% - 45-64歳: 22.7% - 65歳以上: 22.1% - 年齢の中央値: 42歳 - 性比（女性100人あたり男性の人口） - 総人口: 95.9 - 18歳以上: 93.0 | 世帯と家族（対世帯数） - 18歳未満の子供がいる: 29.2% - 結婚・同居している夫婦: 59.5% - 未婚・離婚・死別女性が世帯主: 5.7% - 非家族世帯: 31.6% - 単身世帯: 28.1% - 65歳以上の老人1人暮らし: 15.9% - 平均構成人数 - 世帯: 2.37人 - 家族: 2.89人 収入と家計 - 収入の中央値 - 世帯: 35,179米ドル - 家族: 42,884米ドル - 性別 - 男性: 29,008米ドル - 女性: 21,680米ドル - 人口1人あたり収入: 17,262米ドル - 貧困線以下 - 対人口: 7.6% - 対家族数: 4.9% - 18歳未満: 9.4% - 65歳以上: 8.7% |

## 宗教
2000年時点で、郡民の67.9％（5,597人）が宗教会派に属していると答えており、そのすべてがキリスト教徒である。最も多い会派はメソジスト教会の23.6％（1,944人）、続いてルター派ミズーリ教会会議の15.4％（1,268人）、カトリック教会の12％（1,003人）、福音派ルーテル教会の11.8％（978人）である。

## 都市と町
| - アデア - ブリッジウォーター | - ケイシー - フォンタネル | - グリーンフィールド - 郡庁所在地 - オリエント | - スチュアート |

### 郡区
アデア郡は17の郡区に分割されている。
| - ユーレカ - グランドリバー - グリーンフィールド - グローブ - ハリソン | - ジャクソン - ジェファーソン - リー - リンカーン - オリエント | - プラシャ - リッチランド - サマセット - サミット - ユニオン | - ウォルナット - ワシントン |

## 教育
郡内には5つの教育学区がある。
- ノダウェイ・バレー・コミュニティ教育学区
- オリエント・マックスバーグ・コミュニティ教育学区
- カンバーランド・アニータ・マッセナ・コミュニティ教育学区
- アデア・ケイシー・コミュニティ教育学区
- ウェスト・セントラル・バレー・コミュニティ教育学区